# カネコ
カネコ（英: KANEKO Co.,Ltd.）は、東京都千代田区に本社を置く日本のIT企業およびコンピューターゲーム製作会社。

## 概要
創業当初は応用電子機器の開発・製造・販売・輸出入や家庭用医療機器の製造を行っていたが、1982年頃より主にタイトーの下請けでコンピュータゲーム開発を始める。1990年から自社ブランド「KANEKO」でアーケード・家庭用でのゲーム発売に乗り出すが、2000年以降は新作を出していない。
かつてアーケードゲーム基板「スーパーカネコノバシステム」の特許権を巡り、日立製作所・日立ソフトウェアエンジニアリング（現・日立ソリューションズ）と係争していて、自社のサイト上で訴訟に関連する書類を公開していたが、2004年8月を最後に更新が止まり、現在はサイトに接続することができない。また、1999年3月期決算において資金難に陥ると、2000年4月には債権債務を整理、修理部門を除いたゲーム部門から全面撤退している。また営業拠点を移すことになる。
なお、以前までは三鷹市下連雀の本社ビル1・2階にゲームセンター「FRONT ROW」を営業しており、店内にあったサテライトスタジオからエフエムむさしのの番組を毎日夕方に公開生放送していた。同ビルには2020年現在、ビッグエコーなどが入居している。
2016年にサイトがドメインを変えた上で突如復活し、「オンラインゲーム配信サービス」、「システムソリューションの開発及び設計」「製造、販売及び輸出入」「ソフトウエアの販売」「リース」を業務内容としていた。このサイトには、かつて係争していた日立との経緯については一切記載されていない。
創業者で代表取締役であった金子浩（かねこ ひろし）は2005年6月に退任し、同時にすべての取締役（金子含め3人）が退任したことから、休眠会社となっていた。2014年3月に、従前の取締役全員と現代表取締役が取締役（計4人）として選任され、金子は再度代表取締役となった。11月の金子の死去に伴い、翌年7月に代表取締役として松元哲が選任され、同時に取締役が1名退任、1名選任された。なお、現在この会社が使用しているとされるファクス番号は、かつて「株式会社アトミック」なる企業が使用していたものであり、アトミック社はカネコ代表取締役の松元と同名の人物が代表を務めている企業である。
2017年2月、代表取締役の松元が詐欺の疑いで逮捕。松元は地面師グループの1人だった。その後サイトは閉鎖され、会社の動向が不明な状態となっている。なお、麹町3丁目に移転するまでは平河町のふじビルに本社があった。

## 沿革
- 1980年6月 東京都練馬区で株式会社金子製作所を創業。
- 1994年12月 三鷹市下連雀に本社移転、同時にゲームセンター「FRONT ROW」オープン。
- 1996年12月 株式会社カネコに社名変更
- 2000年4月 東京都渋谷区に移転。ゲーム部門から全面撤退。
- 2005年6月 全取締役が退任し、休眠会社に
- 2014年3月 2005年に退任した取締役3名と新取締役が1名就任。
- 2014年11月 創業者で代表取締役の金子浩が死去。
- 2015年7月 代表に松元哲が就任。
- 2017年2月 代表の松元が詐欺の疑いで逮捕。

## 主な製作作品

### アーケード
1982年
- フライボーイ

1983年
- ジャンプコースター（販売はタイトー）
- ファイティングローラー（販売はタイトー）
- ボギー'84

1984年
- リングファイター（販売はタイトー）

1985年
- 侍日本一（販売はタイトー）
- 決死の探検サバイバル　ゆけゆけ！山口君（販売はタイトー）

テレビ番組の「水曜スペシャル」・川口浩探検シリーズが元とされている。タイトルも当初は「～川口君」だった。
- レディーマスター（販売はタイトー）

1986年
- ピンポンキング（販売はタイトー　セタ共同開発）
- プレビリアン（販売はタイトー）

1987年
- VS.ホットスマッシュ（販売はタイトー）
- Dr.トッペル探検隊（販売はタイトー）
- スーパークイックス（販売はタイトー）

1988年
- 火激（販売はタイトー）
- 歌舞伎Z（販売はタイトー）
- ヘビーユニット（販売はタイトー）

1989年
- DJボーイ（アーケード版のみデーモン小暮閣下が出演。メガドライブ版では削除）

1990年
- ギャルズパニックシリーズ（第1作・国内版のみタイトー販売）
- エアバスター（販売はナムコ）

1991年
- ベルリンの壁

1992年
- Bラップボーイズ
- マジカルクリスタル
- 富士山バスター

1993年
- 爆烈ブレイカー

1994年
- 大江戸ファイト
- グレート1000マイルズラリー

1995年
- カンフーマスター ジャッキー・チェン
- グレート1000マイルズラリー2

1996年
- ジャンジャンパラダイス (エレクトロ・デザイン名義)

1997年
- さるかにハムぞう
- ジャンジャンパラダイス2 (エレクトロ・デザイン名義)
- 閃激ストライカー（開発は童）

1998年
- サイヴァーン
- VS麻雀 乙女繚乱 (エレクトロ・デザイン名義)

1999年
- TEL雀 (エレクトロ・デザイン名義)

2000年
- ガツン（事実上の最終作）

### 家庭用
1990年に開発部門「カネコインターステイト」を設立。下記のソフト以外にも、東亜プラン作品である「飛翔鮫」と「究極タイガー」のX68000版への移植も手掛けていた。
- エアロブラスターズ

エアバスターの移植版。HAL研究所から発売されたファミコンソフト『エア・フォートレス』が雑誌の事前告知では『エアバスター』の名前で載っていた事から、それが先に商標申請されていた関係で『エアロブラスターズ』に改題されたという説がある。メガドライブ版は自社から、PCエンジン版はハドソンから発売。
- スーパースターソルジャー
- スターパロジャー
- ネクスザール
- ヘビーユニット(PCエンジン)
- DJボーイ(メガドライブ)
- ベルリンの壁
- パワーアスリート

海外版のタイトルはGENESIS（欧米版メガドライブ）版が『DEADLY MOVES』、SNES版が『POWER MOVES』。当初はSNES版も『DEADLY MOVES』だったが、「DEADLY」という単語がNintendo of Americaの規定に引っ掛かったのではないかといわれている。
- 全日本GT選手権（スーパーファミコン版のみバンプレストが販売）
- シルエット☆ストーリィズ
- ひざの上の同居人（ディースリー・パブリッシャー発売）